# 키레옙스크

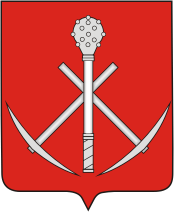
시 문장

키레옙스크(러시아어: Кире́евск)는 러시아 툴라주 동부에 위치한 도시로, 인구는 26,284명(2002년 기준)이다. 툴라(툴라 주의 주도)에서 남동쪽으로 40km 정도 떨어진 곳에 위치한다.
18세기 후반 카자크 마을인 키레옙스카야(Кире́евская)가 건설되었고 19세기 철 창고가 들어서면서 크게 발전했다. 소비에트 연방 시대에 도시형 촌락으로 승격되었고 도시 이름도 키레옙카(Кире́евка)로 바뀌게 된다. 1956년 시로 승격되면서 키레옙스크로 변경되었다.